# Ми3
Ми3 је америчка троделна мини-серија стрипова сценаристе Гранта Морисона и цртача Френка Квајтлија који свој кинетички стил описују као „западна манга”. Прво објављивање у форми свезака објављено је 2004. године у издању Вертига (Ди-Си комикс).

## Радња
Ми3 је одред од три прототипа „животињскога оружја” који је део владиног пројекта на чијем је челу Др Бери и њен надређени Др Трендл. Одред чине пас „Бандит” звани „1” (један), мачка „Звончица” звана „2” (два) и зец „Гусар” звани „3” (три). Сви су они били нечији љубимци из оближњега града када су их киднаповали владини људи да би експериментисали над њима ставивши им роботске оклопе. Импланти на лубањама су им омогућили да говоре. Њихови оклопи носе бројна оружја укључујући и уређаје за полагање мина, митраљезе и бритке канџе.
Након што одред изврши још један успешан задатак убивши америчке непријатеље (нарко дилере), један сенатор посећује објекат пројекта честитавши члановима пројекта, али након тога генерал Војске САД задужен за тај пројекат доноси одлуку да се пројекат Ми3 уништи (како би отпочео нови, јачи пројекат) и да животиње буду убијене. Др Бер, у жаобитности уместо тога да убије животиње, она их ослобађа. Осећајући грижу савести због свога удела у том процесу она очекује да је животиње убију у освети, али оне то не чине. Влада је баца у притвор док др Трендал сарађује са генералом и војском како би убили одред Ми3.
Ми3 бежи у дивљину збуњени новоим окружењем желећи да потраже „ДОМ”. Војска их касније проналази и прогони, али они успевају сверски да убијају војнике које их гоне захваљујучи њиховим кибернетским побољшањима на оклопу. Трендал одлучи да пошаље своје кибернетички побољшане пацове да нападну Ми3. Тада Трендал говори Бери да, ако пацови не успеју, она ће бити следећи мамац. Док се боре с пацовима на железничкоме мосту, Гусар баца неколико нагазних мина на мост. Мине експлодирају, воз пропада кроз кањон у језеро испод. Бандит покушава да спаси машиновођу, али Звончица истиче да је тај човек већ мртав. За то време Гусар нестаје.
Бандит и Звончица успевају да пронађу Гусара, али он се сукобљава са оцем и сином који лове у шуми. Отац из те породице замењује зеца са ванземаљцем на крају пуца Гусару у главу оштетивши импланте који му помажу приликом говорења. Бесни остатак одреда убија оца и породичног пса, али дечака остављају у животу. Схвативши да се ситуација отела контроли, војска шаље Ми 4, унапређеног енглеског мастифа. Бери се противи тој одлуци.
Након што се склоне у шупу у којој бескућник живи, они освајају његове симпатије. Бескућника прате војска и полиција, али им овај не открива информације. Војска потом одлучуј да ослободи Ми4 који ће убити Гусара. Међутим, зека је поставио мине које су нанеле штету Ми4. Тада је Бери искоришћена као мамац како би намамила Бандита на чистац док га снајперисти војске вребају. У последњој секунди Бери својим телом штити Бандита од снајперских куршума. Испровоциране преостале животиње из одреда Ми3 брутално нападају Ми4. Борба се пренела и на оближњу ауто-цесту, проузроковавши гужву и чуђење путника. Ми4 се отео контроли и напада полицајца којег Бандит доцније спасава. На Тренделово инсиситрање, војска издалека прекида Ми4 користећи код како би му активирала бомбу у глави.
Звончица и Бандит беже и уз велики напор се ослобађају свога оклопа. Кад војници пронађу остатке оклопа, покреће се екплозија која убија војнике замаскиравши њихов траг бега. Бескућник успева да их поново пронађе те им уклања преостале кибернетичке импланте, али ожиљци остају. У новинама читамо наслов да се Трендел оградио од владиних поступака и, испред суднице, проналази Звончицу и Бандита у рукама бескућника. Док примећује да се животиње лепо понашају без имплантна, Трендел даје неколико стотина долара бескућнику пре него што се упутио ка вратима суда испред којих су га чекали новинари.

## Колекционарска издања
Мини-серија је излазила у меком повезу, а издао ју је Вертиго 2005. године.
Године 2011. издаје се и луксузно издање у тврдоме повезу које се састоји од 144. странице. У том издању је издато и преведено у Србији од издавачке куће Дарквуд.

## Адаптације

### Филм
Године 2006. Њу лајн синема изабрао је Ми3 као пројекат за филм, а Морисон би био сценариста. Он је завршио сценарио 2006 г., а Дон Марфи и Сузан Монтфорд и Рик Бенатар су изабрани за продуценте филма који је тренутно уфази израде. Ако се филм сними, кибернетичке животиње биле би у потпуности приказане Си-Џи-Ај графиком. Међутим, овај покушај је пропао.
Дана 7. марта 2015. године, Џејмс Ган је изразио интересовање за адаптацију овог дела.

### Коментари
- Критика од Каустубх Тхирумалаи на Квлтсите.цом
- Разматра Архивирано на веб-сајту  (28. октобар 2020) Грег МцЕлхаттон на РеадАбоутЦомицс.цом
- Green, Josh. „WE3 Review”. Line of Fire Reviews. Comics Bulletin. Архивирано из оригинала 23. 11. 2008. г.

### Критике
- „Смешно? Животиње? Проблем Ве3 " на ЦомицсФорум.орг разматра Ве3 у вези са историјом стрипа и студијама животиња